# به‌هوای دزدیدن اسب‌ها
به‌هوای دزدیدن اسب‌ها (نروژی: Ut og stjæle hester) یک فیلم درام نروژی به کارگردانی هانس پتر مولاند است که در سال ۲۰۱۹ منتشر شد. از بازیگران آن می‌توان به استلان اسکاشگورد، توبیاس زانتلمان، پال سوره هاگن، دانیچا چورچیچ و بیورن فلوبرگ اشاره کرد.
این فیلم در شصت و نهمین جشنواره بین‌المللی فیلم برلین برندهٔ «خرس نفره‌ای بهترین مشارکت هنری» شد.